# Якубиско Юрій
Юрай Якубиско (словац. Juraj Jakubisko; 30 квітня 1938 — 24 лютого 2023) — словацький кіномитець русинського походження (режисер, сценарист, оператор) родом з с. Койшів (округи Гелніца, Кошицький край). 1965 закінчив Кіноакадемію в Празі. Його перший фільм «Христові роки» (1967) відзначений кількома нагородами.
У другій половині 1960-х створив кілька авангардних фільмів (в тому числі «Птиці, сироти і безумні», 1969) критикованих з офіційних позицій і врешті заборонених. У 1970 — 80-х роках Якубиско працював майже винятково в царині документального кіна та телефільму («Будівля сторіччя», «Транзитний газопровід» та ін.) та екранізації класичних казок для дітей (західнонімецько-чехословацька екранізація казки Братів Грімм «Пані Завірюха», 1985).